# Johan Albrecht Schönström
Johan Albrecht Schönström, född den 19 oktober 1727, död den 19 januari 1783 i Göteborg, var en svensk sjömilitär. Han var son till Peter Schönström.
Schönström blev student vid Uppsala universitet 1738. Han blev volontär vid amiralitetet 1748, arklimästare där 1750, löjtnant 1754, kaptenlöjtnant 1760, tygmästare vid arméns flotta 1762, major 1765, kommendörkapten 1770, överste 1773 och konteramiral vid örlogsflottan 1777. Schönström blev riddare av Svärdsorden samma år.